# هاکوب هاکوبیان (نقاش)
هاکوب تیگرانی هاکوبیان (ارمنی: Հակոբ Տիգրանի Հակոբյան؛ ۲۴ مهٔ ۱۹۲۳ – ۹ مارس ۲۰۱۳) یک نقاش مدرن و سیاستمدار اهل ارمنستان بود. وی نمایندگی دوره هفتم شورای عالی جمهوری شوروی سوسیالیستی ارمنستان را نیز برعهده داشت.

## زندگی‌نامه
هاکوبیان در مصر به دنیا آمد. وی تحصیلات ابتدایی خویش را در مدرسه ارمنی ملکونیان در قبرس گذراند. وی همچنین در زمان اقامت در پاریس در استودیویی نقاش برجسته فرانسوی "Andre L’Hote" تحصیل نمود. وی دیرتر در انستیتو هنرهای زیبا در قاهره حضور یافت و سپس برای حضور در "en:Académie de la Grande Chaumière" پاریس به وی بورسیه تحصیلی اعطا شد. وی در سال ۱۹۶۲ به قصد سکونت در جمهوری سوسیالیستی ارمنستان شوروی به اتحاد جماهیر سوسیالیستی شوروی مهاجرت نمود. هاکوبیان چندین نمایشگاه در ایروان، مسکو و سایر شهرها برگزار نمود. وی برندهٔ جوایزی همچون شهروند افتخاری ایروان، نشان افتخار مسروپ ماشتوتس مقدس و جایزه دولتی ارمنستان شوروی شده است. عنوان افتخاری نقاش مردمی ارمنستان شوروی جایزه هنرمند مردمی اتحاد جماهیر شوروی به وی اعطا گردید. هاکوبیان در ۹ مارس ۲۰۱۳ در سن ۸۹ سالگی در ایروان درگذشت.

## نگارخانه

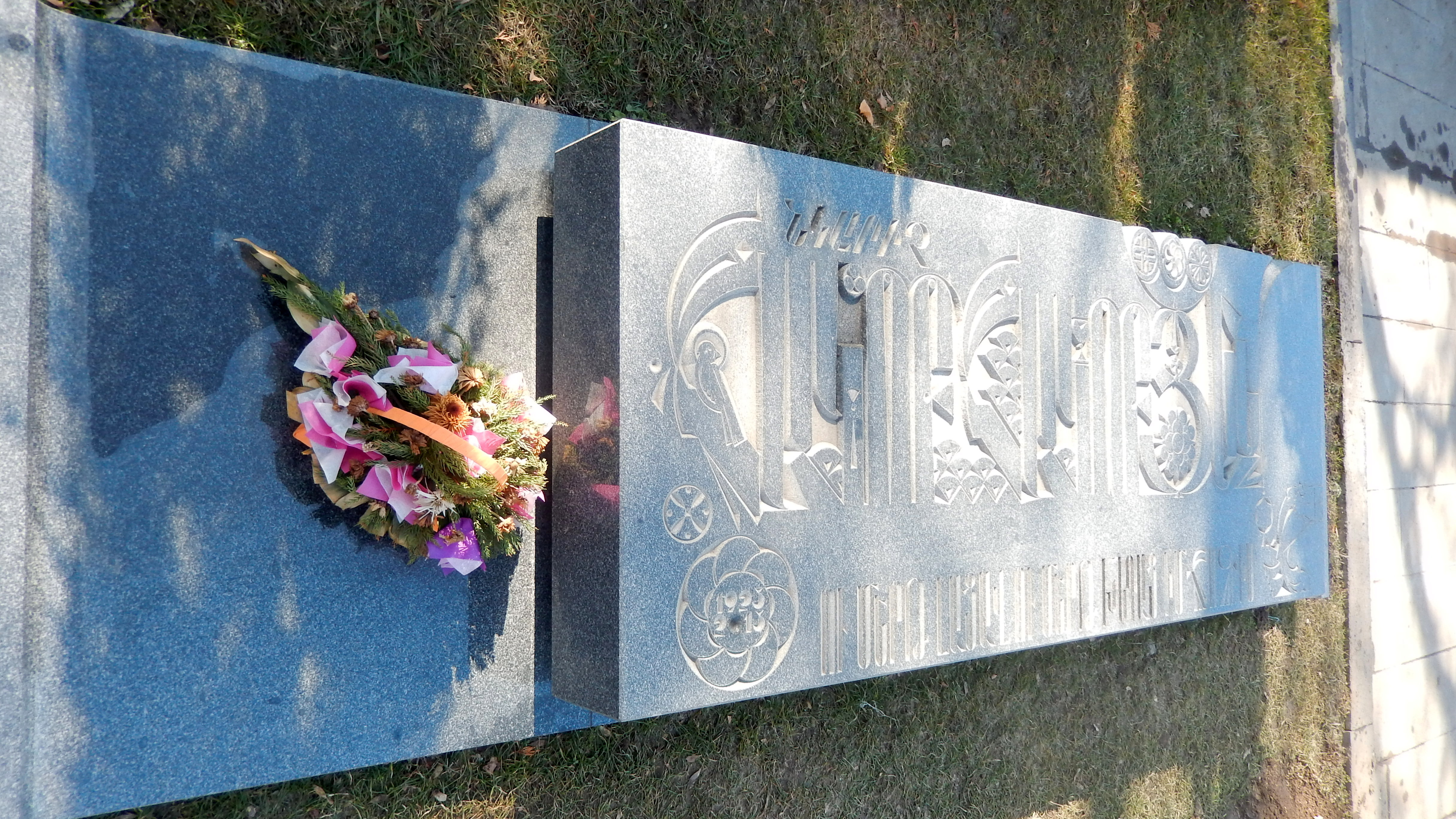
آرامگاه هاکوب هاکوبیان